# Miguel Littin
Miguel Littin, właśc. Miguel Ernesto Littin Cucumides (ur. 9 sierpnia 1942 w Palmilla) – chilijski reżyser i scenarzysta filmowy. 

## Życiorys
Uznanie zdobył już swoim debiutem fabularnym pt. Szakal z Nahueltoro (1969), nagrodzonym na 20. MFF w Berlinie. Po zamachu stanu i dojściu do władzy Pinocheta, znalazł się na wygnaniu w Meksyku. Później trafił do Nikaragui i Hiszpanii, by w końcu powrócić do Chile po powrocie kraju na drogę demokracji. 
W 1985 roku Littin, udając urugwajskiego biznesmena, powrócił do rodzinnego Chile. Nakręcił tam materiały do filmu ukazującego prawdziwe życie w rządzonym przez dyktatora kraju. Jego wspomnienia z tego tajnego pobytu znalazły się w książce reportażowej Na fałszywych papierach w Chile autorstwa kolumbijskiego noblisty Gabriela Garcíi Márqueza.
Dwa jego filmy, Salwy w Marusii (1975) oraz Alsino i kondor (1982), były nominowane do Oscara dla najlepszego filmu nieanglojęzycznego, reprezentując odpowiednio Meksyk i Nikaraguę. Littin nakręcił poza tym jeszcze takie filmy, jak m.in. Ziemia obiecana (1973), Rozprawa o metodzie (1978) na podstawie powieści Alejo Carpentiera, Wdowa Montiel (1979), Sandino (1990), Rozbitkowie (1994) oraz Ziemia Ognista (2000).